# Пейя

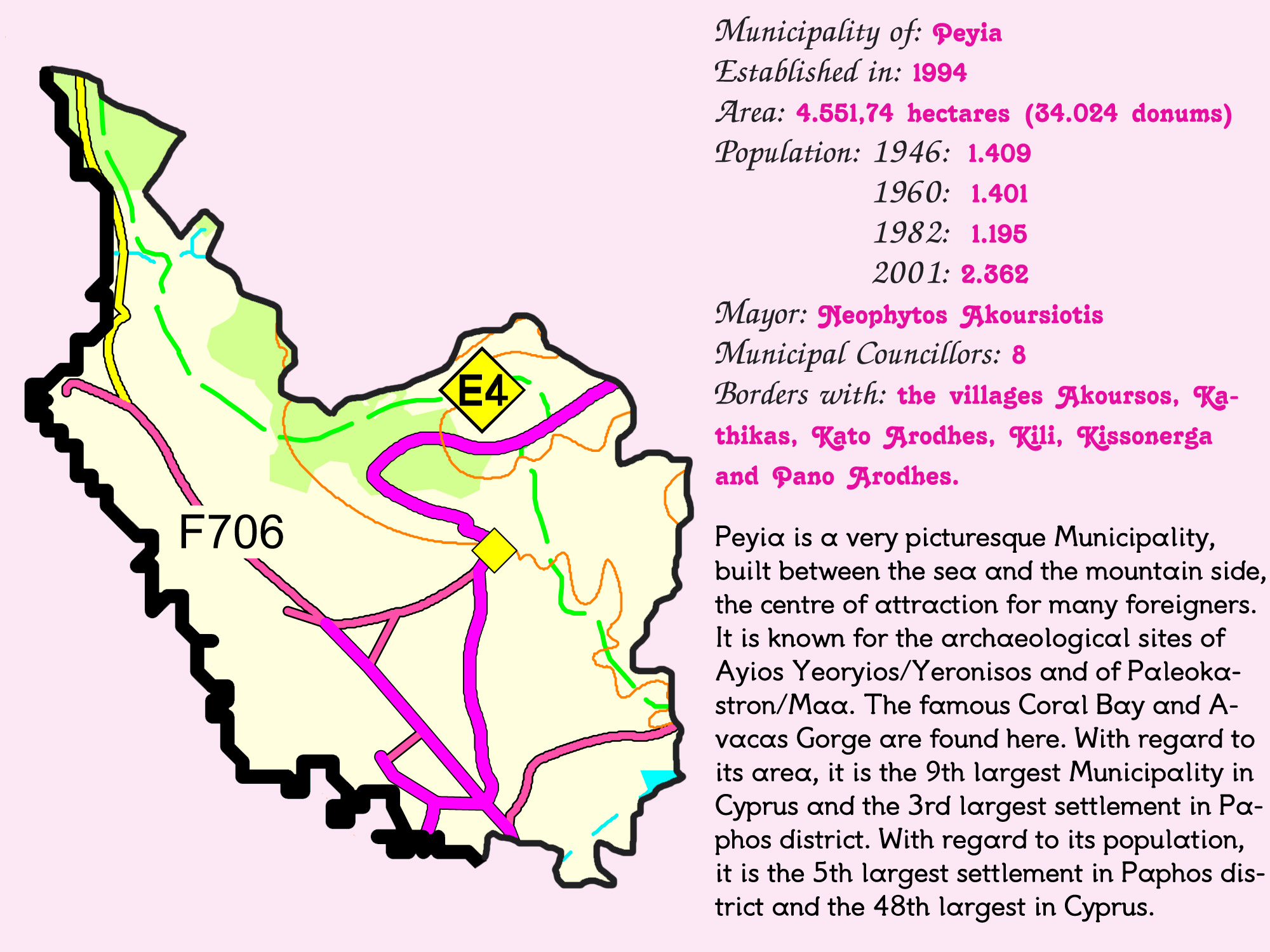
Пейя

Пейя — деревня на Кипре. Пейя расположена на склонах холмов возле Корал Бэй, на южном конце полуострова Акамас, в 14 километрах севернее Пафоса. Среди жителей — много экспатов из Великобритании. В центре города — мэрия, церковь, полицейский участок и несколько магазинов, ресторанов и банков. Так как город расположен на склонах холма, из многих мест открываются виды на Корал Бэй и Пафос.
Пейя занимает большую площадь, которая простирается от расположенного высоко в горах леса на севере, до моря на юге и от Bay of Maa на востоке до полуострова Акамас на западе.